# Christian Damsgaard
Christian Damsgaard (* 5. Februar 1968 in Dänemark) ist ein dänischer Schauspieler, Komiker, Drehbuchautor und Synchronsprecher für Zeichentrickfilme.

## Leben und Karriere
Damsgaard absolvierte 1993 an der Schauspielschule am Århus Teater eine entsprechende Ausbildung. Anschließend trat er bei mehreren verschiedenen Theaterstücken sowie Revuen auf verschiedenen Bühnen in Dänemark auf, wie unter anderem in Gladsaxe und Nørrebro. Bis zum heutigen Tag tritt er in mehreren Theater-Revuen auf, wie in der Græsted Revyen von 1998 und 1999, in der Bornholmerrevyen von 2001 bis 2004,  in der Esbjerg Revyen 2007 und 2009, sowie in der Århus Revyen 2010 und 2012.
Damsgaard wirkte er auch in der dänischen Film- und Fernsehbranche, zusammen den Schauspielern Timm Vladimir und Gordon Kennedy mit. 1997 hatte Damsgaard in Komödienserie  Vladimir og Kennedy, wo mehrere Rollen spielte, sein Debüt. In der 31-teiligen dänischen Weihnachtsserie von 1999 bis 2000 Olsen-bandens første kup, einem Prequel der Olsenbande, spielte er die Rolle des Kriminalassistenten Walter Holm. In der dänischen Fernsehserie Mit liv som Bent, trat er zusammen mit den dänischen Schauspieler Henrik Lykkegaard auf, der dort die Hauptrolle spielte.
Seit September 2007 wirkte er auch als Drehbuchautor in der Theaterrevue Kom chili i din rødgrød im Randers Egnsteater. In dem Stück führte Kirsten Peuliche Regie und als Schauspieler wirkten Soren Hauch-Fausbøll, Susan A. Olsen, Jesper Overgaard Shelf und Rikke Wölck mit. Er schrieb in jüngster Zeit über 20 verschiedene Drehbücher für das Theater und arbeitete zuletzt zusammen mit Claus Flygare, Henrik Lykkegaard, Henrik Prip, Rikke Wölck und Gunner Frøberg. In dem neuzeitlichen Theaterstück Otto er et næsehorn (Otto ist ein Nashorn), was auf einem gleichnamigen Roman des dänischen Kinderbuchautors Ole Lund Kirkegaard beruht, die Hauptrolle. In dem Filmdrama Die jungen Jahre des Erik Nietzsche (De unge år: Erik Nietzsche sagaen del 1) von Regisseur Jacob Thuesen und Drehbuchautor Lars von Trier  hatte er auch sein Debüt als Filmschauspieler.

### Kindersendung Bamse
Nach einigen weiteren Auftritten in den dänischen Fernsehserien wie Kongeriget, Hotellet, Jul i hjemmeværnet, wurde Damsgaard 2000 vom Fernsehsender Danmarks Radio für das Kinderprogramm Bamse (Bamse og kylling auf Deutsch: Teddybär und Huhn) fest eingestellt. Dort trat er in dem neuen Abschnitt der Kindersendung gemeinsam mit dem Schauspieler Henrik Lykkegaard. Damsgaard selbst, spielte dort die Hauptrolle des Bamses Billedbog, in dem entsprechenden Bären-Kostüm. Insgesamt war er mit Lykkegaard der vierte bzw. fünfte Schauspieler, die seit dem Beginn der Sendung 1982, die Rollen in dem Kostümen darstellten.

### Auftritt in der Unterhaltungsshow Gu'skelov du kom
Damsgaard, der als Schauspieler für seine Improvisationen auf der Bühne bekannt ist, trat seit 2001 in der Theaterimprovisationsgruppe Alt på et Bræt gemeinsam mit Sigurd Emil Roldborg, Kristian Holm Joensen und Dan Schlosser auf. Wegen seiner entsprechenden Vorerfahrungen wurde er für die dänische Unterhaltungssendung Gu'skelov du kom ausgewählt. Gu'skelov du kom ist eine dänische Comedysendung auf TV 3 die von September bis November 2006 gesendet wurde und ebenso wie das deutsche Pendant Gott sei dank … dass Sie da sind!, auf dem australischen Format Thank God You're Here basiert. Damsgaard trat in dieser Sendung als prominenter Gast auf, wo er mit den dafür engagierten dänischen Schauspielern Simon Jul Jørgensen, Thure Lindhardt, Iben Hjejle, Therese Glahn, Henrik Koefoed, Farshad Kholghi, Jan Gintberg, Rune Klan mitwirkte. Mit diesen musste er innerhalb der Sendung verschiedene Aufgaben durch Improvisation lösen, wie zum Beispiel die Rolle von Robin Hood, eines Cowboys, Superhelden, Zirkusdirektor, Breakdancer und Bräutigam spielen. Die Sendung wurde im Gladsaxe Ny Teater aufgezeichnet, wo zuvor Damsgaard mehrmals auch als Theaterschauspieler auftrat.

### Mandtra
Von 2005 bis 2006 veröffentlichte Damsgaard einige seiner musikalischen Darbietungen und Hörbucherzählungen unter dem Namen Mandtra, die man auch als Podcast, auf der Seite podhead.dk abonnieren und abrufen konnte. Auf der entsprechenden Seite unter dem Label erschienen mehrere komikartige Geschichten von ihm und anderen prominenten Kollegen und Freunden, die als Gast-Erzähler mitwirkten, wie die Schauspieler Gordon Kennedy sowie Soren Hauch-Fausbøll oder der Geschäftsmann Tim Frank Andersen. Die dort veröffentlichten Pod-Casts waren meist lustiger Art, spaßig und heiter, aber auch manchmal sehr ernst. Bei dem Podcast konnte man als Bonus, unter anderem einen Besuch in einer Whisky-Bar, im Kino oder auch eine Playstation und vieles mehr zu gewinnen.

### Synchronsprecher
Damsgaard war bei vielen Zeichentrick- und Animationsfilmen als dänischer Synchronsprecher beteiligt. Seine Stimme gehört daher neben der des Synchronsprechers und Schauspielers Lars Thiesgaard, bei dänischen Kindern und Jugendlichen mit zu den bekanntesten in Dänemark. Er ist in der Lage, eine breite Palette von Stimmen in verschiedenen Höhen und Tiefen zu sprechen. So sprach er 1986 den Pharao Ramses in Der Prinz von Ägypten (1998) und in Atlantis – Das Geheimnis der verlorenen Stadt, die Hauptfigur Milo Thatch und bei Muppets aus dem All den Pepe sprach. Ebenso hat er bei vielen Trickfilmen von Cartoon Network die dänische Synchron-Stimme gesprochen, so in dem Trickfilm Courage the Cowardly Dog, die Hauptfigur Courage spielte, sowie in X-Men Evolution - Die Mutanten, wo er für die dänische Version die Stimme von Wolverine und ebenso für Dragonball Z auf DR1, wo er die tiefen Stimmen als Piccolo, Commander Ginyu sprach, sowie seine Stimme in verschiedenen Stop-Motion- und Caprino-Filmen sowie anderen Formaten gab. Auch bei vielen dänischen Trickfilm-Produktionen hat er einige Hauptrollen gesprochen, so bei dem Marionetten-Film Strings – Fäden des Schicksals von Donald Rønnow Klarlund und bei der Zeichentrickserie The Fairytaler (H.C. Andersens eventyr), wo er mehrere kleinere Rollen sprach. Damsgaard hat auch in unzähligen dänischen Werbespots seine Stimme gegeben und 2004 löste er als Werbesprecher bei McDonald’s den Schauspieler Henrik Koefoed ab. Des Weiteren wirkt er bei mehreren Computer- und Video-Spielen, als dänischer Synchronsprecher mit, so in der Rolle von Sly Cooper im Spiel Sly 2 und Sly 3.

### Theater (Auswahl)
| Jahr | Titel                | Rolle               |
| 2004 | Krig                 | verschiedene Rollen |
| 2005 | Plys og Papegøjer    |                     |
| 2006 | Den adelsgale borger |                     |
| 2007 | Otto er et næsehorn  | Topper              |

## Filmografie
Nachfolgend ist eine Auswahl von Christian Damsgaards Rollen als Filmschauspieler.

### Fernsehserien
| Jahr | Titel                    | Rolle                 | Regisseur                             |
| 1997 | Vladimir og Kennedy      | Adskillige roller     | Per Zachariassen                      |
| 1999 | Olsen-bandens første kup | Polizeiassistent Holm | Giacomo Campeotto Martin Miehe-Renard |
| 2000 | Kongeriet                | Finnischer Regisseur  |                                       |
| 2000 | Bamses Billedbog         | Bamse                 | Søren Hauch-Fausbøll                  |
| 2001 | Mit liv som Bent         | Diller Rella Jensen   | Jens Folmer Jepsen                    |
| 2001 | Hotellet                 | Mogens Dahl           |                                       |
| 2001 | Jul I hjemmeværnet       | Wachmann              | Anders Johansen                       |
| 2007 | Gu' Ske Lov Du Kom       | Diverse Auftritte     | Mads M. Nielsen                       |
| 2011 | Carmen og Colombo        | Nicolaj               | Giacomo Campeotto                     |

### Trickfilm
| Jahr | Titel                                         | Rolle          |
| 1998 | Der Prinz von Ägypten                         | Ramses         |
| 2001 | Atlantis – Das Geheimnis der verlorenen Stadt | Milo Thatch    |
| 2004 | Die Kühe sind los!                            | Larry - Wesley |
| 2005 | The Fairytaler"                               | Various Voices |
| 2008 | Kung Fu Panda                                 | Crane          |
| 2010 | Megamind                                      | Begleiter      |
| 2011 | Kung Fu Panda 2                               | Crane          |

### Film
| Jahr | Titel | Rolle          | Regisseur         |
| 2007 | Die jungen Jahre des Erik Nietzsche (De unge år: Erik Nietzsche sagaen del 1)                                                     | Hans, Talsmand | Jacob Thuesen     |
| 2008 | Der verlorene Schatz der Tempelritter III: Das Geheimnis der Schlangenkrone (Tempelriddernes skat III: Mysteriet om slangekronen) | Priester       | Giacomo Campeotto |
| 2008 | The Huma-Porcellone-Syndrome | Pedestrian     | Signe Astrup      |
| 2007 | Drengen der ikke kunne svømme | Carsten        | Anders Helde      |